# Larouche (Québec)
Pour les articles homonymes, voir Larouche.
Larouche est une municipalité du Québec située dans la MRC du Fjord-du-Saguenay au Saguenay-Lac-Saint-Jean.

## Histoire
La municipalité de Larouche est fondée en 1895 par William Larouche et son épouse : Marie-Louise Gilbert.
Originaires de la région de Charlevoix, ce couple a d'abord laissé sa marque dans de nombreux coins de la région du Saguenay-Lac-Saint-Jean avant de venir s'établir dans ce coin qui s'appelait alors Dorval.
Le premier nom de la municipalité de Larouche est Kénogami, du nom du lac qui borde la municipalité au sud. En 1912, Sir William Price mandate un avocat afin d’acheter ce nom pour la future ville qu’il était en train de construire sur une portion de l’actuel territoire de la ville de Saguenay (arrondissement de Jonquière, secteur Kénogami). Selon l’historien Russel Bouchard, la transaction est facilement réglée pour un montant de 200 dollars.
Depuis, la municipalité de Larouche a connu quelques remous. Dans les années 1960, la population a connu une baisse dramatique, passant d’environ 900 à 600 individus. Depuis ce temps, elle voit sa population augmenter régulièrement.

## Parc des Bâtisseurs
En 1995, la municipalité de Larouche a inauguré le Parc des Bâtisseurs. Dans ce parc, nous retrouvons un Tacon-Commémoratif qui est un monument dédié aux familles de Larouche. À tous les équinoxes de printemps, entre 11h et 12h, un cœur de lumière apparaît sur une des sphères du monument. De plus, la municipalité de Larouche a participé à l'implantation du Tacon-Site de l'Emblème Animalier dans le cadre d'Événement Ouananiche et de son volet: La Grande Marche des Tacons-Sites. Cette intervention fait de la communauté de Larouche la dépositaire du marqueur identitaire fondé sur la solidarité des saguenéens et des jeannois lors des grandes épreuves. Ces projets ont été créés par le collectif d'artistes Interaction Qui. 

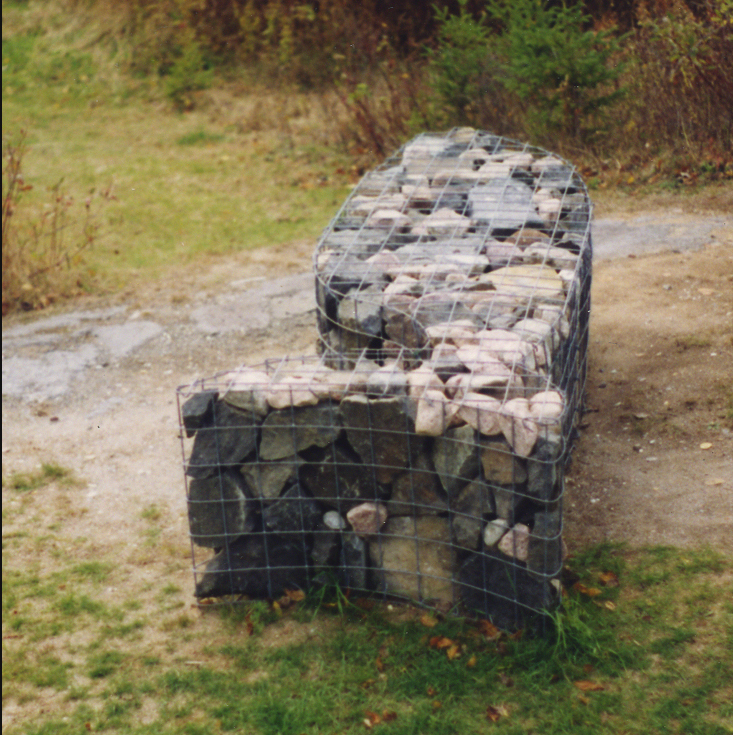
Tacon Site de l'Emblème Animalier.
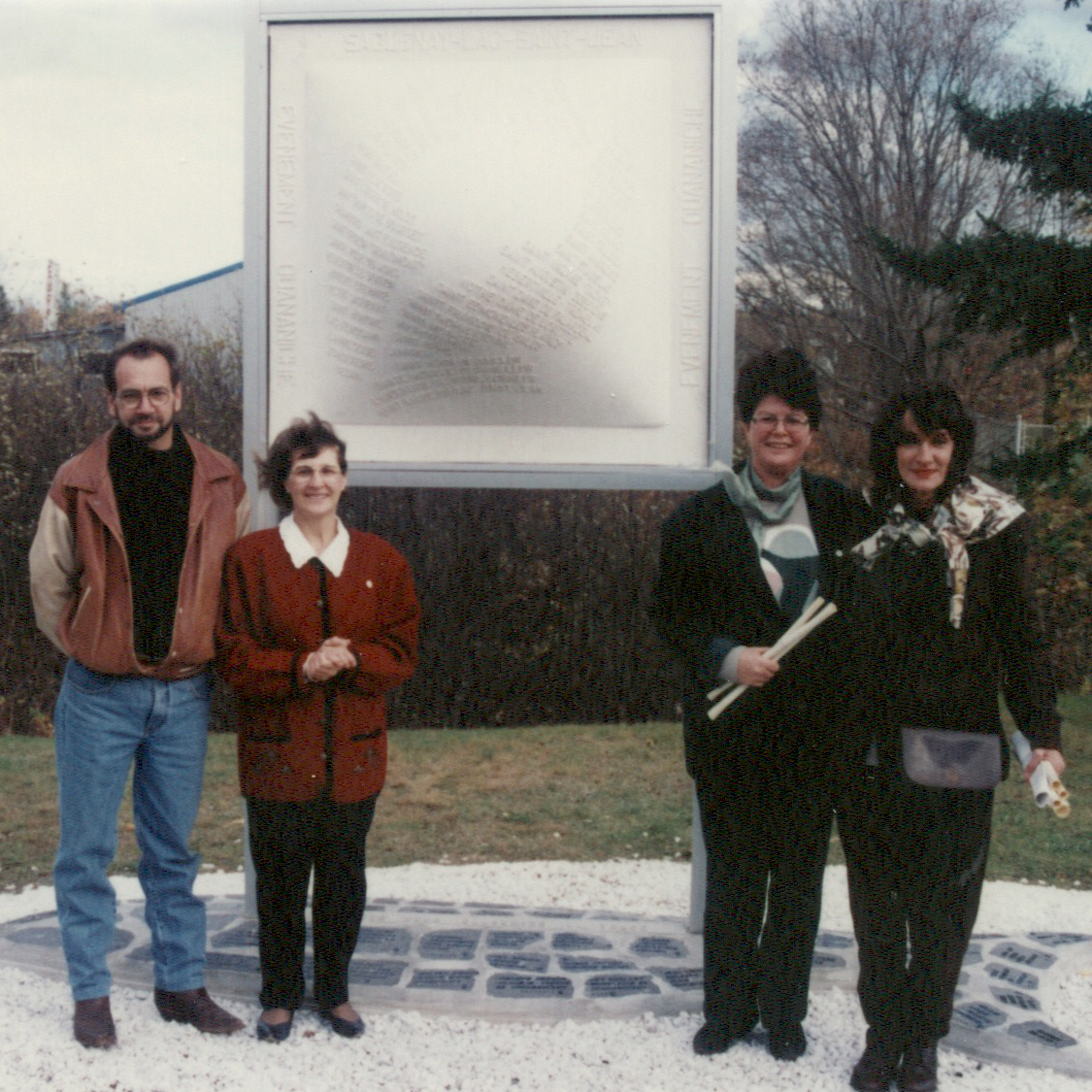
Comité organisateur du centenaire de Larouche devant le Tacon-Commémoratif, 1995.
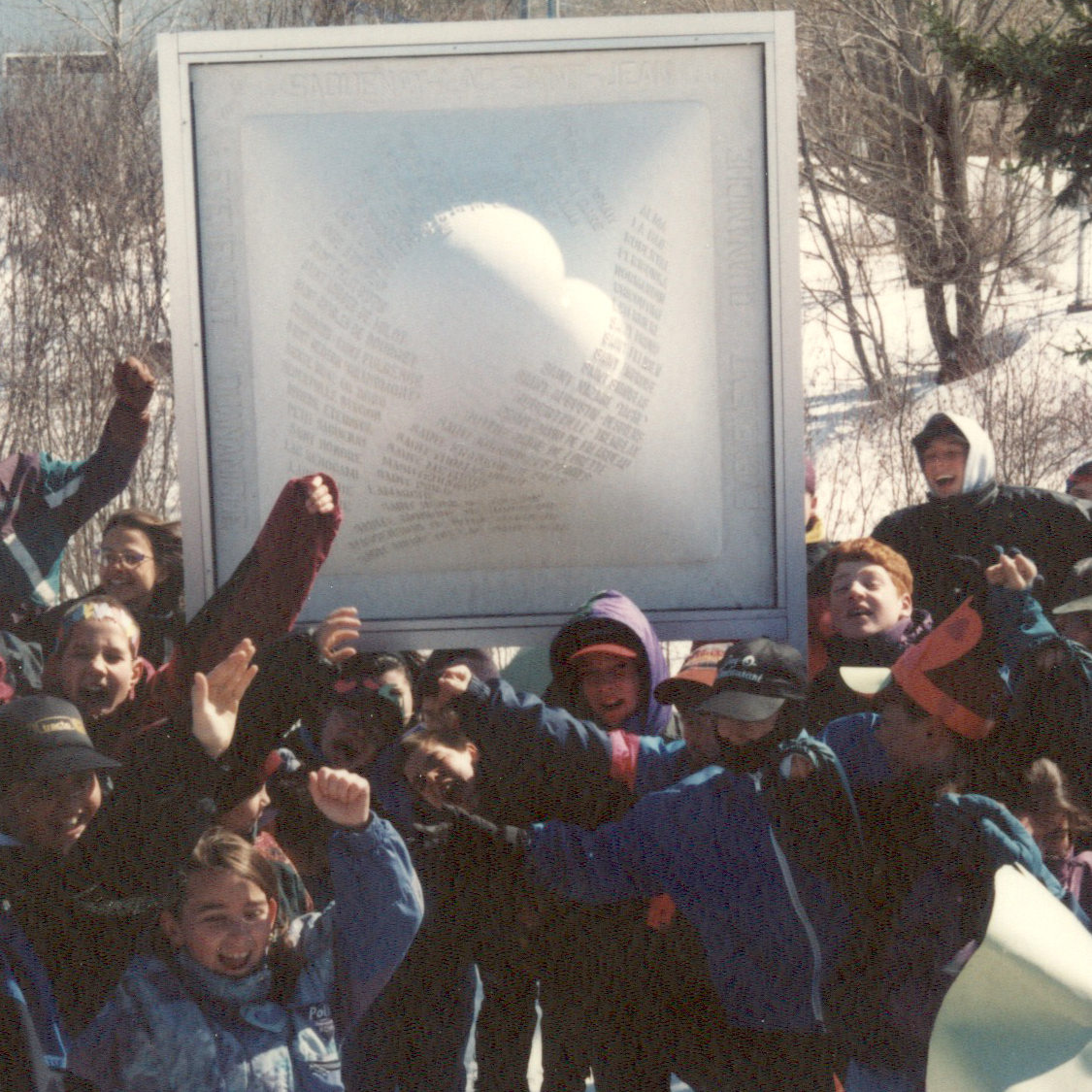
Cœur de lumière apparaissant à l'équinoxe du printemps 1996 sur le Tacon-Commémoratif.

## Géographie
La rivière Saguenay, qui délimite le nord de la municipalité, y coule vers le sud-est.
La rivière Dorval la traverse du sud-est vers le nord-ouest jusqu'à sa confluence avec la rivière Saguenay.
La rivière Bruyère la traverse du sud-est vers le nord-ouest jusqu'à sa confluence avec la rivière Dorval au nord du village.
À partir du lac Dery, dans le sud-ouest, la rivière Bédard coule vers le nord-ouest.

## Démographie
| 1991  | 1996  | 2001  | 2006  | 2011  | 2016  | 2021  |
| ----- | ----- | ----- | ----- | ----- | ----- | ----- |
| 1 004 | 1 049 | 1 050 | 1 200 | 1 277 | 1 486 | 1 601 |

## Administration
Les élections municipales se font en bloc pour le maire et les six conseillers.
| Larouche Maires depuis 2003                                                                                          |                 |         |          |
| Élection | Maire           | Qualité | Résultat |
| 2003 | Réjean Lévesque |         | Voir     |
| 2005 | Réjean Lévesque | Voir    |          |
| 2009 | Réjean Bédard   |         | Voir     |
| 2013 | Réjean Bédard   | Voir    |          |
| 2017 | Réjean Bédard   | Voir    |          |
| 2021 | Guy Lavoie      |         | Voir     |
| Élection partielle en italique Depuis 2005, les élections sont simultanées dans toutes les municipalités québécoises |                 |         |          |